# 山本敏晴
山本 敏晴（やまもと としはる、1965年12月8日 - ）は、日本の医師、医学博士、写真家、国際協力活動家、企業の社会的責任 (CSR) の啓発運動家。特定非営利活動法人（NPO法人）宇宙船地球号の代表。

## 人物
宮城県仙台市出身。1978年、小学校の時、南アフリカ共和国を訪れアパルトヘイトに衝撃を受ける。中学校の時、親から一眼レフカメラを買ってもらう。以来、開発途上国を中心に数多くの国を訪問し、撮影、写真展を行っている。
また、 東京慈恵会医科大学を卒業し博士号を取得した後、2000年頃より複数の国際協力団体に登録し、アフリカや中東などで医療系の援助活動を行った。
2004年から自身の団体「NPO法人・宇宙船地球号」を創設し、国際協力師（プロとして有給で国際協力を行う人々）の育成、CSRの推進、お絵描きイベント（世界中の人々に大切なものの絵を描いてもらい、それを通して各国の社会問題を紹介する事業）を行っている。

## 国際協力師と国際協力士
「国際協力師」とは、山本の造語であり、プロとして国際協力を行っている全ての人々を指し、具体的には国際機関職員（国連職員等）・政府機関職員（JICA職員等）・民間組織（非政府組織 (NGO) の有給職員、開発コンサルタント、社会的企業職員（社会起業家）、一般企業のCSR担当者など）のことであると著書に記載してある。2006年に著作した「世界と恋するおしごと」の中で記載され、その後NHK、毎日新聞等のメディアで紹介された。2007年、文部科学省との連携事業として、公立の小中学校の希望校で、総合学習などの枠組みで「国際協力師という新しい職業があること」に関する授業や講演を実施。同年「国際協力師になるために」を出版し、プロとして国際協力を行っていくための具体的なキャリアプラン等について記述した。またウェブ上でも「未来の国際協力師たちへ」と題して、個別にキャリアプランの相談に応じる事業を、かつて行っていた。そのうち12例についてはウェブ上に公開されている。
これに対し、外務省等は「国際協力士」（最後の「し」の漢字が異なる）の国家資格化を検討している。これは山本の提唱する「国際協力師」とは別の概念である。外務省が所管する国際協力機構 (JICA) の事業の一つとして青年海外協力隊があるが、そのボランティア活動が日本の企業に評価されないことが多く、帰国後、国内の企業に就職することが困難な状況になっていた。ニートやフリーターになることが多かったため、その救済策として、1999年の第145回国会・外務委員会において（青年海外協力隊のOB会である）社団法人青年海外協力協会の貝塚光宗理事長が「国際協力士（仮称）の資格制度導入」を提案した。これは再度、国際協力の分野に関わるどこかの組織に就職できる可能性を増やすことや、あるいは一般の企業にも過去の業績を評価してもらうための方策（配慮）だと考えられる。その後、2008年6月に新聞で外務省とJICAが「国際協力士制度の創設を検討」していると報道があった。2010年9月、JICAが「グローバルな国際協力人材の養成確保へ」の中で「国際協力士（仮称）の資格、実現可能性（フィージビリティー）調査」を公示した。

## 経歴
- 1984年 - 宮城県仙台第二高等学校卒業。
- 1990年 - 東京慈恵会医科大学卒業、医師免許取得。
- 1996年 - 同大学博士課程を修了。医学博士取得。
- 1998年 - 2001年、西部腎クリニック院長。
- 2000年 - 国際協力機構の緊急援助隊、国境なき医師団などに登録。
- 2001年 - 国境なき医師団の活動として西アフリカ・シエラレオネ共和国で医療援助。
- 2002年 - 日本医療救援機構の活動としてアフガニスタンで医療援助など。
- 2003年 - 2005年、国境なき医師団・日本理事。
- 2004年 - NPO法人「宇宙船地球号」を創設。同団体の理事長兼事務局長（現職）。
- 2004年 - カンボジアで現地NGOと協力し学校建設を続けていた叔母（母の妹）と連携事業。
- 2005年 - 国際協力機構の本邦研修の講師。
- 2005年 - 日本ユニセフ協会「国際協力人材養成プログラム・国際協力講座」講師。
- 2007年 - CSRランキング（企業の社会的責任ランキング）を日本企業に対して開始。
- 2007年 - 文部科学省との連携事業で「国際協力師という新しい職業の紹介」を各地の小中学校で実施。
- 2008年 - 映画「ツバル　大切なものに導かれて」を全国各地で無料で公開。
- 2012年 - 世界中の人々に描いてもらった「あなたの大切なもの」の絵9,616枚をネット上に公開。

## 著書
- 世界で一番いのちの短い国 シエラレオネの国境なき医師団（2002年、白水社）
- アフガニスタンに住む彼女からあなたへ 望まれる国際協力の形（2004年、白水社）
- 世界と恋するおしごと 国際協力のトビラ（2006年、小学館）
- 国際協力師になるために（2007年、白水社）
- 「国際協力」をやってみませんか？ 仕事として、ボランティアで、普段の生活でも （2012年、小学館）
- 世界で一番いのちの短い国 シエラレオネの国境なき医師団（改訂増補版、文庫化、2012年、小学館）

## 写真集、写真絵本
- シエラレオネ 5歳まで生きられない子どもたち（2003年、アートン）
- 彼女の夢みたアフガニスタン（2004年、マガジンハウス）
- あなたのたいせつなものはなんですか？　…カンボジアより（2005年、小学館）
- 地球温暖化、しずみゆく楽園ツバル あなたのたいせつなものはなんですか？（2008年、小学館）
- ルーマニアどこからきてどこへいくの　あなたのたいせつなものはなんですか？（2009年、小学館）
- HIV/エイズとともに生きる子どもたちケニア　あなたのたいせつなものはなんですか？（2009年、小学館）
- お母さんへ、世界中の子どもたちからプレゼント　あなたのたいせつなものはなんですか？（2013年、小学館）

## 写真展
- キヤノンサロン『ペルシアの末裔』2002年
- ニコンサロン『天寿五年の瞳』2002年
- オリンパスギャラリー『平和という贈りもの』2003年
- スペインのバルセロナにてONG主催『Ayuda en acci (Help in action)』2004年
- ニコンサロン『彼女の夢みたアフガニスタン』2004年
- ブラジルのサンパウロ市公会堂『Sierra Leone』2004年
- 米国のニューヨークJapan Society『The Afghanistan, she dreamed of』2004年
- キヤノンギャラリー『あなたのたいせつなものはなんですか？』2005年
- ペンタックスフォーラム『沈みゆく島の大切なもの』2008年
- ペンタックスフォーラム『ルーマニアの記憶』2010年
- ニコンサロン『HIV/エイズとともに生きる子どもたち』2010年